# La Aurora, San Felipe Tejalápam
La Aurora är en ort i Mexiko.   Den ligger i kommunen San Felipe Tejalápam och delstaten Oaxaca, i den sydöstra delen av landet, 400 km sydost om huvudstaden Mexico City. La Aurora ligger 1 616 meter över havet och antalet invånare är 172.
Terrängen runt La Aurora är kuperad åt sydost, men åt nordväst är den platt. Runt La Aurora är det mycket tätbefolkat, med 3 494 invånare per kvadratkilometer. Närmaste större samhälle är Oaxaca de Juárez, 13,2 km sydost om La Aurora. Trakten runt La Aurora består till största delen av jordbruksmark.